# Presles-en-Brie
Presles-en-Brie település Franciaországban, Seine-et-Marne megyében. Lakosainak száma 2342 fő (2022. január 1.). Presles-en-Brie Châtres, Chevry-Cossigny, Coubert, Courquetaine, Gretz-Armainvilliers, Grisy-Suisnes, Liverdy-en-Brie és Tournan-en-Brie községekkel határos.

## Népesség
A település népességének változása:
| Lakosok száma | 2244 | 2227 | 2332 | 2312 | 2313 | 2312 | 2310 | 2313 | 2342 |
|               | 2013 | 2015 | 2016 | 2017 | 2018 | 2019 | 2020 | 2021 | 2022 |